# Leo Maduschka
Leo Maduschka, detto Much (Monaco di Baviera, 26 luglio 1908 – Civetta, 4 settembre 1932), è stato un alpinista, scrittore e germanista tedesco,   è considerato una leggenda dell'alpinismo. Fu un modello per gli alpinisti dagli anni '30 agli anni '50, si ritiene che il suo lavoro abbia avuto un'influenza formativa su un'intera generazione di giovani rocciatori. Trovò la morte sul monte Civetta per congelamento.

## Biografia
Nacque il 26 luglio 1908, figlio di un direttore del tribunale distrettuale di Monaco di Baviera. Dopo essersi diplomato al Wilhelmsgymnasium, dal 1927 studiò filologia, filosofia e storia dell'arte all'Università Ludwig Maximilian. Divenne anche membro dell'Associazione Alpina Accademica di Monaco di Baviera (AAVM); un'organizzazione elitaria maschile che si considerava un contro modello rispetto al Club Alpino Tedesco e Austriaco, già nazionalista e antisemita all'epoca. I membri dell'AAVM, tutti accademici e con i quali Maduschka intraprese numerose escursioni in alta quota, erano anche rappresentanti di un "alpinismo di natura più intensa". L'attenzione delle gite in montagna non era tanto rivolta all'esperienza comunitaria, quanto piuttosto a tour estremi in piccoli gruppi. Dopo una parentesi a Vienna nel 1929, l'alpinista completò gli studi nell'estate del 1931. Subito dopo, conseguì il dottorato con l'allora noto filologo Walther Brecht, che Maduschka scrisse sul tema "Il problema della solitudine nel XVIII secolo" e completò con successo nel febbraio del 1932.
Maduschka era considerato uno dei migliori scalatori del suo tempo.  Morì durante un'arrampicata con Martin Pfeffer sulla parete nord della Civetta nelle Dolomiti. I due furono sorpresi da un improvviso cambiamento del tempo e Maduschka morì congelato nella tempesta di neve durante il loro bivacco notturno.
La sua morte prematura e soprattutto i suoi testi di alpinismo, pubblicati subito dopo la sua morte da Walter Schmidkunz, lo resero un'icona per i giovani alpinisti e influente quanto Heinrich Harrer o Hans Ertl. Maduschka definì, come recita il titolo di uno dei suoi articoli, l'alpinismo come uno stile di vita romantico . Nel farlo, egli attinse sia al motivo del vagabondaggio del Romanticismo sia alla filosofia del vagabondo di Friedrich Nietzsche, così come l'aveva sviluppata in "Così parlò Zarathustra".

## Carriera alpinistica
- 1915 Salita al Romberg, (Monti dello Schliersee, Prealpi Bavaresi);
- 1921 Salita al Tegelberg-Brandnerschrofen, 1.881 m, (Alpi dell'Allgäu);
- 1921 Salita al Säuling, 2.047 m, (Alpi dell'Algovia);
- 1921 Salita al Rote Flüh, 2.111 m, (Val Tannheimer, Alpi dell'Algovia);
- 1922 Salita al Kellespitze da nord, 2.240 m, (Alpi del Tannheimer, Alpi dell'Algovia);
- 1922 Salita al Hochplatte-Westgrat, 2.082 m, (Alpi Ammergauer);
- 1922 salita al Strausberg, 1.564 m, (Alpi dell'Allgäu);
- 1922 Salita al Krähe, 2.012 m, (Alpi dell'Allgäu);
- 1922 Salita al Große Schlicke, 2.059 m, (Tannheimer Tal, Allgäu);
- 1922 Salita al Schartschrofen, 1.968 m, (Alpi dell'Allgäu);
- 1922 Salita al Rotwand, 1.885 m, (Prealpi bavaresi);
- 1922 Salita al versante Ruchenköpfe-Westgrat, 1.805 m, (Prealpi bavaresi);
- 1923 Salita al Plankenstein-Ostgrat, IV, 1.768 m, (Prealpi bavaresi);
- 1923 Salita al Kampenwand, 1.669 m,(Alpi del Chiemgau);
- 1923 Salita alla cresta occidentale del Ruchenköpfe, II-III, 1.805 m, (Prealpi bavaresi);
- 1924 Salita alla parete sud del Ruchenköpfe "Dülferriß", IV, 1.805 m, (Monti del Mangfall, Prealpi bavaresi);
- 1924 Salita invernale alla cresta occidentale del Ruchenköpfe, II-III, 1.805 m, (Monti del Mangfall, Prealpi bavaresi);
- 1924 Salita al Grubigstein, 2.233 m, (Alpi della Lechtal);
- 1924 Salita al Gartnerwand, 2.377 m, (Alpi della Lechtal);
- 1924 Salita al Mieminger Drachenkopf, 2.303 m, (Catena del Mieminger);
- 1925 Salita al Totenköpfl, 2.193 m, (Wilder Kaiser);
- 1925 Salita in solitaria al Kleine Höfats cresta est, 2.257 m, (Alpi dell'Allgäu);
- 1926 Salita al Predigtstuhl, 2.116 m, (Wilder Kaiser);
- 1926 Salita al Halt, 2.116 m, (Wilder Kaiser);
- 1926 Salita al Höfats, II, 2.259m, (Alpi dell'Allgäu);
- 1926 Salita al Schneck, 2.268m, (Alpi dell'Allgäu);
- 1926 Salita al Raueck, 2.385 m, (Alpi dell'Allgäu);
- 1926 Salita al versante Höllhorn-parete sudovest, 2.145 m, (Alpi dell'Allgäu);
- 1926 Salita al Trettachspitze-cresta nordest, III, 2.595 m, (Alpi dell'Allgäu);
- 1927 Salita al Partenkirchner spiglio est, II, 450 HM, 2.633 m, (Wetterstein);
- 1927 Salita allo Scharnitzspitze-diretta parete sud, V/A0,200 HM, 2.463 m, (Wetterstein);
- 1927 Salita al Fleischbank-parete est "Dülfer-Führe", V+, 400 HM, 2.187 m, (Wilder Kaiser);
- 1927 Salita alla Kleine Halt-parete ovest, III+, 2.116 m, (Wilder Kaiser);
- 1927 Salita al Totenkirchl "U-Weg", V, 2.193 m, (Wilder Kaiser);
- 1927 Salita al Predigtstuhl-spigolo, IV, 2.115 m, (Wilder Kaiser);
- 1927 Salita al Fleischbank-parete sud est, V+, 2.187 m, (Wilder Kaiser);
- 1927 Salita con gli sci al Piz Mondin, 3.147 m, (Samnaun);
- 1928 Seconda a salita al Regalpwand-spigolo sud-ovest, V, 2.227 m, (Wilder Kaiser);
- 1928 Prima salita al Risser Falk spigolo ovest "Nuovo accesso", V, 2414 m, (Karwendel);
- 1928 Salita alla parete sud-ovest del Faro, V, 2.275 m, (Wilder Kaiser);
- 1928 Salita al Predigtstuhl cima nord gola ovest, IV, 2.116 m, (Wilder Kaiser);
- 1928 Salita alla Christaturm, V, 2.170 m, (Wilder Kaiser);

1928 Salita al Totenkirchl diretta parete ovest "Dülferführe", V+/A1, 450 m, 2.193 m, (Wilder Kaiser);
- 1928 Salita al Schüsselkarspitze parete sud, V+/A0, 2.538 m, (Wetterstein);
- 1928 Salita alla Kleine Halt spigolo ovest, V-, 2.119 m, (Wilder Kaiser);
- 1928 Salita al Predigtstuhl cima parete ovest "Schüle-Diem-Verschneidung", VI-/A1, 2.116 m, (Wilder Kaiser);
- 1928 Quarta salita al Hoher Göll parete ovest "Trichterweg", V+/A0, 2.522 m, (Alpi di Berchtesgaden);
- 1929 Salita al parete sud del Dachstein "Pichlweg", III+, 800 m dislivello, 2.996 m, (Monti del Dachstein);
- 1929 Salita al Grosse Bischofsmütze spigolo nord est, IV+, 2.458 m, (Monti del Dachstein);
- 1929 Salita al Vordere Kopfwand spigolo nord ovest, IV, 2.072m, (Gosaukamm, Monti del Dachstein);
- 1929 Terza salita al Grosse Bischofsmütze parete sud "Heinweg", 2.458 m, (Monti del Dachstein);
- 1929 Salita al Hochtor parete nord, III+, 750 HM, 2.369 m, (Gesäuse);
- 1929 Salita al Grosser Ödstein spigolo nord ovest "Ödsteinkante", V, 750 HM, 2.355 m, (Alpi Ennstal);
- 1929 Salita al Predigtstuhl cima parete ovest "Fiechtl-Weinberger-Weg", V+/A1, 200 HM, 2.116 m, (Wilder Kaiser);
- 1929 Salita al Watzmann parete est "Münchner Weg", IV, 1800 HM, 2.713 m, (Alpi di Berchtesgaden);
- 1929 Salita alla Punta Emma  nord est, 2.617 m, (Catinaccio);
- 1929 Salita al Piazturm spigolo sud, 2.670 m, (Catinaccio);
- 1929 Traversata delle Torri del Vajolett, 2.805 m, (Torre Winkler-Stabeler-Delago); (Catinaccio, Dolomiti);
- 1929 Salita alla Cima della Madonna spigolo-ovest "Schleierkante", IV+/A0, 400 HM, 2.733 m, (Pala);
- 1929 Salita alla cima del Mulaz-Camini sud, 2.906 m, (Pala, Dolomiti);
- 1929 Traversata dei Tre Campanili di Lastei da a sud (Basso "Merklriß", parete di Mezzo); (Pala, Dolomiti);
- 1929 Salita alla Marmolata-Punta-Penia-parete Sud "Alte Südwand", IV+, 700 HM, 3.343m, (Dolomiti);
- 1929 Prima salita al Sellaturm  "Stegerkante", IV+, 140 KM, 2.533 m, (Massiccio del Sella);
- 1929 Salita al Grohmannspitze-parete sud, IV, 500 HM, 3126 m, (Gruppo del Sassolungo);
- 1929 Salita al Fünffingerspitze "Kiene-Diagonal-Riss", V-, 330 HM, 2.996 m, (Gruppo del Sassolungo);
- 1929 Prima salita alla Grande Cima - sud, "v. Redwitz-Maduschka-Führe", 2.999 m, (Dolomiti di Sesto);
- 1929 Salita alla Piccola Cima (Preußturm); - parete nord est "Preußriß", V, 250 m, 2.700 m, (Dolomiti di Sesto);
- 1929 Salita della Piccola Cima, 2.856 m, (Dolomiti di Sesto);
- 1930 Salita del Fleischbank, parete sud-est "Wießner-Rossi", V+, 270 m, 2.187 m, (Wilder Kaiser);
- 1930 migliore salita al Goinger Halt, 2.192m, (Wilder Kaiser);
- 1931 Salita del Grosses Häuslhorn, parete sud "Gerade Südwand", IV+, 450m, 2.295 m, (Reiteralpe, Alpi di Berchtesgaden);
- 1931 Seconda salita della parete est del Watzmann "Münchner Weg", IV, 1800 HM, 2.712 m, (Alpi di Berchtesgaden);
- 1931 Ascensione della parete sud ovest della Scharnitzspitze, V/A0, 2.463 m, (Wetterstein);
- 1931 Ascensione della parete sud dello Schüsselkarspitze "Plattenschußweg", V+/A0, 2.538 m, (Wetterstein);
- 1931 Ascensione della parete del Laliderer "Dibona-Mayer", V-/A0, 800 HM, 2615 m, (Karwendel);
- 1931 Salita al della Trettachspitze, III, 2.595 m, (Alpi dell'Algovia);
- 1931 Prima salita al invernale del Piz Pisoc per il canale sud-ovest, 3.178 m, Piz Zuot, 3.122 m,
- 1931 Salita del Piz della Grappa per il fianco est, 3.125 m, (Engadina, Svizzera);
- 1931 Prima salita invernale del Piz Plavna Dadaint attraverso il fianco sud e la cresta sud-est, 3.169 m, (Engadina, Svizzera);
- 1931 Salita del Piz Lischanna, 3.109 m,-Piz Triazza, 3.046 m-Piz Courtinaz, 2.929 m, (Engadina, Svizzera);
- 1931 Salita del Piz d'Immez, 3.121 m,-Piz Cornet, 3.033 m-Piz Christianes, 3.194m,-Rimsspitze, 3.090m- Schadler, 2.968 m,-Sesvenna, 3.207m, (Engadina);
- 1931 sci sul Piz Muntet, 2.763 m,-Urtiolaspitze (Piz Terza); 2.912 m, (Alpi Munstertaler, Engadina);
- 1931 sci sul Dreisprachenspitze, 2.846 m, - Geistspitze, 3.476 m, (Grigioni, Alto Adige);
- 1932 sci sul Ghiacciaio Ducan, 3.020 m, (Grigioni, Svizzera);
- 1932 sci sul Piz Grialetsch, 3.131 m, (Grigioni, Svizzera);
- 1932 sci sul Scalettahorn, 3.068 m, (Grigioni, Svizzera);
- 1932 Salita con gli sci al Piz Sassura, 3.178 m, (Grigioni, Svizzera);
- 1932 Salita con gli sci al Kleiner Sassura, (Grigioni, Svizzera);
- 1932 Salita alla Punta Fiames - parete sud, IV, 500 HM, 2.254 m, (Cresta del Pomagagnon, Dolomiti);
- 1932 Salita alla Guglia Edmondo de Amicis, V, (Cristallo-Pomagagnon, Dolomiti);
- 1932 Salita al Monte Piana, 2.324 m, (Dolomiti di Sesto);
- 1932 Salita al Campanile di Val Montanaia per la parete sud, III-IV, 250 KM, 2.173 m, (Gruppo dei Monfalconi, Prealpi Carniche);
- 1932 Salita al Lärcheck, parete est, IV+, 2.124 m, (Wilder Kaiser);
- 1932 Salita della parete nord del Geiselstein "Herzogweg", IV+/A0, 400 HM, 1.884 m, (Alpi dell'Ammergau);
- 1932 Salita al Seekarlspitze-parete nord "Ypsilon Riss", VI, 400 HM, (Monti Rofan);
- 1932 Seconda scalata della parete sud diretta dal Drusenfluh "Stösserschlucht", V, 2.827 m, (Rätikon);
- 1932 Salita al Hochtor-Hochtorkante, 2.369 m, (Gesäuse);
- 1932 Salita al Hintere Goinger Halt-cresta, III, 350 KM, 2.192 m, (Wilder Kaiser);
- 1932 Salita al Hintere Goinger Halt-parete nord ovest, 2.195 m, (Wilder Kaiser);
- 1932 Salita alla cima principale del Predigtstuhl - parete ovest diretta "Dülfer-Westwandl", IV+, 150 HM, 2.116 m, (Wilder Kaiser);
- 1932 Salita allo Schüsselkarspitze - parete sud della cresta ovest "Herzog/Fichtl", VI+, 350 HM, 2.538 m, (Monti del Wetterstein);
- 1932 Salita al Wetterspitzen - versante nord ovest - Wetterkante, V, 900 HM, 2.750 m, (Wetterstein);
- 1932 Salita al Kleines Mühlsturzhorn - parete sud "Merkl-Führe", 2.141 m, (Alpi di Berchtesgaden);
- 1932 Salita al Fünffingerspitze - cresta sud-ovest, IV, 2.996 m, (Gruppo del Sassolungo, Dolomiti);
- 1932 Salita al Zahnkofel, III, 3.000 m, (Gruppo del Sassolungo, Dolomiti);
- 1932 Inizio Innerkoflerturm-spigolo sud-est, III-IV, 3.098 m, (Gruppo del Sassolungo)[2].

## Scritti
- Leo Maduschka, Da grandi pareti, in Deutsche Alpenzeitung 1930 (serie di articoli).
- Leo Maduschka, L'alpinismo come stile di vita romantico, in Deutsche Alpenzeitung 1932 (serie di articoli).
- Leo Maduschka, Il problema della solitudine nel XVIII secolo, in particolare in J.G. Zimmermann, Univ., Diss, Monaco, 1932. Fürst, Murnau 1932; ND Hildesheim 1978.
- Leo Maduschka, La tecnologia per la guida sul ghiaccio più impegnativa, 2ª edizione, Rother, Monaco di Baviera 1932.
- Leo Maduschka, Moderna ingegneria rupestre, 2ª edizione, Rother, Monaco di Baviera 1932.
- Leo Maduschka, La storia recente dello sviluppo del Wilder Kaiser, sezione Baviera del Club Alpino Tedesco e Austriaco, (Monaco di Baviera), 1933.
- Leo Maduschka, Giovane uomo in montagna. Vita, scritti, eredità, Società degli amanti dei libri alpini, Monaco di Baviera 1936.
- Leo Maduschka, Alpinista, scrittore, scienziato,  pubblicato dal Club Alpino Tedesco, a cura di Helmuth Zebhauser, Monaco di Baviera 1992. (Alpine Classics Volume 19)[1][3].